# Бакумовка (Семёновский район)
Бакумовка (укр. Бакумівка) — село,
Заичинский сельский совет,
Семёновский район,
Полтавская область,
Украина.
Код КОАТУУ — 5324582403. Население по переписи 2001 года составляло 224 человека.

## Географическое положение
Село Бакумовка находится на левом берегу реки Хорол,
выше по течению на расстоянии в 1,5 км расположено село Тройняки,
ниже по течению на расстоянии в 3,5 км расположено село Заичинцы.

## История
Село указано на специальной карте Западной части России Шуберта 1826-1840 годов 